# 穆罕默德·阿萨多夫
穆罕默德·阿萨多夫（英語：Mahammad Asadov Nabi oglu，1941年12月5日—1991年11月20日），曾任阿塞拜疆总统顾问和阿塞拜疆内务部部长。

## 生平
1941年12月5日，阿萨多夫出生在阿塞拜疆共和国赞吉兰区的巴哈勒。他在明西万完成了中学教育，并于1958年考入巴库统计学院。大学毕业后，阿萨多夫返回赞格兰区，担任调查员（直至1961年）。1961年到1964年，他在苏联武装部队服役；退役后，他在苏姆盖特工作。1965年，他被阿塞拜疆国立大学金融系录取。1965年到1968年，阿萨多夫担任经理助理和会计。1968年，被任命为苏姆盖特党委生产部部长。1970年，他从阿塞拜疆国立经济大学金融系毕业。1978年至1980年，他出任阿苏雷恩执行委员会主席。
1980年，他被莫斯科安全部队学院录取，1982年以优异成绩毕业，之后他在阿塞拜疆国家安全部长期工作。1983-1986年，他担任贝拉甘区党委第一书记。1986-1988年，担任行政职务，随后分别于1988-1989年和1989-1990年担任阿格达什区和库巴区第一书记。1990年5月23日，阿萨多夫被任命为阿塞拜疆苏维埃社会主义共和国内政部长。11月5日，他被提升为少将，并兼任阿塞拜疆总统顾问。

## 去世及纪念
1991年11月20日14时42分，一架米-8直升机在阿塞拜疆纳戈尔诺-卡拉巴赫霍贾文德区的卡拉肯德村附近被亚美尼亚军队击落，阿萨多夫与其他22名乘客和机组人员一同遇难。该坠机事件无一幸存。
阿萨多夫葬于巴库荣誉谷。

## 相关
- 第一次纳戈尔诺-卡拉巴赫战争
- 1991年阿塞拜疆军队米-8直升机击落事件（英语：1991 Azerbaijani Mil Mi-8 shootdown）
- 阿里·穆斯塔法耶夫
- 钦吉斯·穆斯塔法耶夫（英语：Chingiz Mustafayev）
- 阿塞拜疆内务部队（英语：Internal Troops of Azerbaijan）